# Born Sandy Devotional
Born Sandy Devotional är ett musikalbum av den australiska gruppen The Triffids, utgivet 1986.

## Låtlista
1. Seabirds
2. Estuary Bed
3. Chicken Killer
4. Tarrilup Bridge
5. Lonely Stretch
6. Wide Open Road
7. Life of Crime
8. Personal Things
9. Stolen Property
10. Tender Is the Night (the Long Fidelity)